# Msunduzi (gmina)
Msunduzi – gmina w Republice Południowej Afryki, w prowincji KwaZulu-Natal, w dystrykcie uMgungundlovu. Siedzibą administracyjną gminy jest Pietermaritzburg.